# Docirava affinis
Docirava affinis là một loài bướm đêm trong họ Geometridae.